# Tinción diferencial
Para poder observar las características morfológicas de las bacterias, se utilizan las preparaciones fijas y teñidas, debido a que estas permiten que las células se visualicen de mejor manera y se puedan diferenciar las distintas especies por su coloración, a este método se le nombra tinción diferencial o selectiva.
La morfología de la bacteria es visible debido a que los colorantes utilizados en el proceso tiñen la superficie permitiendo cambiar de color a las bacterias, esto ayuda a tener una definición clara al momento de observar en el microscopio óptico.
Esta tinción requiere de más de un tipo de colorante, consiste en tres pasos fundamentales: primero un colorante primario, el cual se utiliza para teñir a todas las células en la tinción; después se procede a la decoloración, el cual remueve el colorante solo de ciertos tipos de células y finalmente un colorante de contraste, este tiñe las células que se decoloraron.
Los colorantes más utilizados son: azul de metileno, cristal violeta, safranina, estos son catiónicos y se combinan fuertemente con componentes celulares cargados negativamente, como los ácidos nucleicos y los polisacáridos ácidos.

## Tipos de Tinción

### Tinción de Gram
En 1884 Christian Gram, bacteriólogo danés, desarrollo una técnica de tinción, la cual se le atribuye a su apellido, esta técnica permitió separar a la bacterias en dos grandes grupos las gram positivas y las gram negativas, dependiendo si retienen el colorante en su pared o no, después del proceso de decoloración.

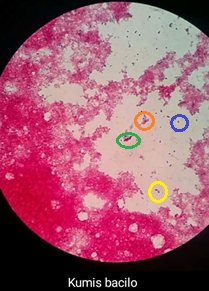
	MUESTRA: Kumis 	Lente objetivo: 100 xIdentificación:*Círculo verde: bacilo*Círculo azul: Cocos Gram positivos*Círculo amarillo: diplococo Gram positivo.*Círculo naranja: estreptococo Gram positivo. Observaciones: En la muestra de Kumis se observa bacilo Gram positivo, cocos Gram positivos dispuestos en diplococos y estreptococos. La muestra es de color rosado por el color del yogur kumis y se presentan algunas manchas blancas.

La tinción Gram está basada en la diferenciación de la composición química de la pared celular bacteriana; para lo que se emplea 4 compuestos: cristal violeta, mordiente-lugol, decolorante alcohol-cetona y colorante de contraste safranina.
Esto divide a las bacterias en Gram positivas que se tiñen de violeta pues tienen una gruesa capa de peptidoglicano o mureína y Gram negativas que tienen una capa más fina por lo que no mantienen el colorante primario (cristal violeta). 
Los pasos a seguir para la tinción de las bacterias es hacer el frote, la fijación y la aplicación de las soluciones colorantes. La amplia gama de colorantes que se pueden utilizar, ha obligado a separarlos en tres grupos generales, los de trifenilmetano, los de oxacina y los de tiacina. Esta clasificación es buena para la distinción de las familias de colorantes, pero en general se utiliza la clasificación de acuerdo a su carácter ácido – base, es decir, ácidos, bases o neutros, debido a que de esto depende mucho su comportamiento.
La coloración se da de acuerdo con a la acción de los iones complejos del colorante y los sitios activos de la superficie o del interior de la célula.
Entre los diversos tipos de coloración de bacterias, están la coloración simple, diferencial y la tinción negativa.

#### Preparación de un frotis para la tinción

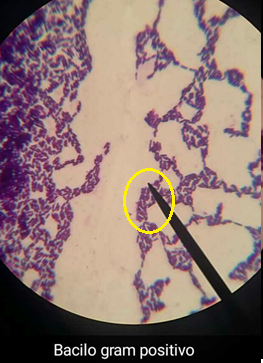
Bacilo gram positivos (color morado) muestra observada con lente 100x en el laboratorio de biología celular de la Universidad de las Fuerzas Armadas ESPE Sangolquí-Ecuador

En un portaobjetos de vidrio que debe estar completamente limpio y seco, si el material es líquido se coloca una gota o si es un material diferente como el sarro dental se hace rodar el hisopo con el que se tomó la muestra. Puede usarse una aguja estéril para colocar una pequeña cantidad de un cultivo bacteriano en la superficie del portaobjetos. Este material es suspendido en una gota de agua o solución salina previamente colocada sobre el portaobjetos. El material se frota directamente sobre el portaobjetos, donde puede visualizarse con facilidad, el material colocado debe de fijarse, es el proceso donde se conversan y se fijan las estructuras internas y externas de las células, para la tinción Gram se realizará una fijación física, es decir, de calor con un mechero a una temperatura resistente al tacto de nuestra mano

##### Fijación de Muestras
Fijación es el proceso donde se conversan y fijan en su posición las estructuras internas y externas de las células. Se mata al microorganismo y se fija al portaobjetos cubriendolo necesariamente con un cubreobjetos
Existen dos tipos de fijación:
1. Fijación física.- esta fijación solo requiere de factores físicos con el calor o el frío
2. Fijación química.-  utiliza sustancias químicas como el metanol, acído acético y formaldehído

#### Pasos de Tinción de Gram[7]
- Se coloca una pequeña gota de agua destilada en el portaobjetos
- Secar el agua sosteniendo el portaobjetos encima de un mechero o lámpara de alcohol.
- Colocar Cristal Violeta cubriendo la muestra por 1 minuto aproximadamente. Se lava la muestra con agua
- Agregar el Lugol a la muestra se espera 1 minuto y luego se lava con agua.
- Cubrir la muestra con alcohol acetona para decolorar, se cubre la muestra en un tiempo de 15 a 30 segundos.
- Se agrega una tinción de contraste para teñir las bacterias que pierden el Cristal de Violeta. Para esto agregamos Safranina cubriendo la muestra de 15 segundos a 1 minuto.

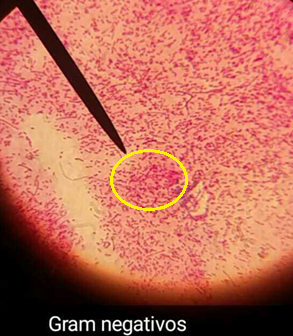
Cocos gram negativos (color rojo-rosado) muestra observada con lente 100x en el laboratorio de biología celular de la Universidad de las Fuerzas Armadas ESPE Sangolquí-Ecuador

#### Utilidad de cada colorante en la Tinción Gram[8]
Cristal de Violeta: Es el colorante catatónico que penetra en todas las células bacterianas tanto Gram positivas como Gram negativas, a través de la pared bacteriana.
Lugol: Es un compuesto formado por Yodo en equilibrio con Yoduro de Potasio y Siulterio, los cuales están presentes para solubilizar el Yodo, esto hace que el cristal de violeta se fije con mayor intensidad. El Yodo entra en las células y forma un complejo insoluble en solución acuosa con el cristal de violeta.
Mezcla de alcohol: Sirve para realizar la decoloración ya que en la misma el complejo Yodo/cristal de violeta es soluble; las bacterias Gram positivos no se decoloran sino las bacterias Gram negativos.
Safranina: Se utiliza para hacer una tinción de contraste que pone de manifiesto las bacterias Gram negativas. Al término del protocolo las bacterias Gram positivas se verán azul-violeta y las bacterias Gram negativas rojas o rosas.

#### Mecanismo de la tinción Gram
- La diferencia entre Gram positivo (+) y Gram negativo (-) se debe probablemente a la naturaleza física de sus paredes celulares
- El peptidoglicano actúa como barrera de permeabilidad evitando la pérdida de cristal violeta.
- Se cree que el decolorante etanol o cetona en las Gram positivas (+), contrae los poros del grueso peptidoglicano, reteniendo el cristal violeta. Mientras sucede lo contrario con el fino peptidoglicano de las Gram negativas

#### Bacterias resistentes a la Tinción Gram
Las siguientes bacterias de naturaleza gram positiva se tiñen como gram negativas:
- Mycobacterias (están encapsuladas).
- Mycoplasmas (no tienen pared).
- Formas L (pérdida ocasional de la pared).
- Protoplastos y esferoplastos (eliminación total y parcial de la pared, respectivamente).

#### Recomendaciones para tinción Gram[9]
Para obtener una buena lámina es necesario tomar en cuenta algunas precauciones tanto para la preparación del frotis como en la observación del microscopio. 
1.- Extendido.- se debe de tomar en cuenta que el extendido en la lámina con el cultivo bacteriano (muestra) debe ser fina, caso contrario no será visible en el lente del microscopio, es decir, que las estructuras no se podrán evidenciar.
2.- Fijación.- si no hay una correcta fijación del cultivo (muestro), es probable que las células bacterianas se pierda durante el proceso de fijación.
3.- No perder de vista el lugar donde está la muestra, colocar de manera correcta el portaobjetos, y de la misma forma una vez que la lámina está en la platina del microscopio.
5.- se debe observar en los diferente lentos objetivos, de manera que se pueden focalizar y diferenciar las estructuras

### Tinción de Ziehl-Neelsen[10]
Es una técnica de tinción diferencial rápida y económica, se identifican microorganismos patógenos; fue descrita por primera vez por los médicos alemanes, el bacteriólogo Franz Ziehl y el patólogo Friedrich Neelsen.

### Fundamento[11]
Las paredes celulares de ciertos parásitos y bacterias contienen ácidos grasos de cadena larga que les confieren la propiedad de resistir la decoloración ácido-alcohol, después de la tinción con colorantes básicos; por esto se los denomina ácido-alcohol resistentes como por ejemplo las microbacterias y los parásitos coccídeos. La coloración clásica de Ziehl-Neelsen requiere calentamiento para que el colorante atraviese la pared bacteriana que contiene ceras; al suspender el calentamiento y enfriar con agua, provoca una nueva solidificación de los ácidos grasos de modo que el colorante ya no puede salir de las bacterias.

#### Procedimiento para la Tinción de Ziehl-Neelsen
- Hidratar y desparafinar los cortes.
- Colocar ác. periódico al 5% por 10 minutos.
- Lavar con agua destilada.
- Agregar fucsina fenicada por 15 minutos.
- Decolorar en alcohol ácido al 1%.
- Lavar con agua destilada.
- Poner la hematoxilina durante 10 minutos.
- Azulidificar con carbonato de litio.
- Deshidratar, aclarar y montar la muestra, la muestra puede ser histológica o citológica.

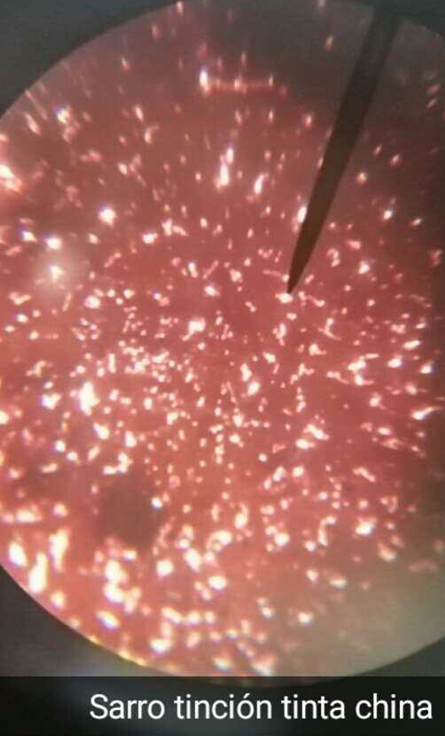
Muestra de sarro con tinción de tinta china, se observa las cápsulas.Microscopio con lente 40x, en el laboratorio de biología celular de la Universidad de las Fuerzas Armandas ESPE

### Tinción de ácido alcohol resistencia[12]
Mycobacterium no se unen fácilmente a colorantes simples y hay que teñirlas con un tratamiento más fuerte, este tratamiento se trata de calentar una mezcla de fucsina básica y fenol. Una vez que la fucsina ha penetrado con la ayuda del calor y el fenol, las células ácido alcohol resistentes no se decoloran con una solución ácido-alcohólica, permaneciendo de color rojo. Mientras que las bacterias no ácido alcohol resistentes se decoloran con la solución y se tiñen de azul de metileno (tinción de contraste).

### Tinción de endosporas
La morfología y localización varían con la especie, pueden ser esféricas a elípticas, con un diámetro menor o superior al de la bacteria madre, con el método de Fulton, las endosporas se tiñen primero calentando las bacterias con verde de malaquita y se contra-tiñe con safranina. En resultados se podrá ver las endosporas teñidas de color verde en células de color rosa o rojo.

### Tinción de estructuras específicas
La tinción negativa revela la presencia de cápsulas alrededor de la bacteria, para realizar esta tinción se mezcla las bacterias con tinta china o nigrosina y se extiende en una capa fina sobre un portaobjeto, en el microscopio se podrá observar que aparecen cuerpos más claros debido a que la tinta no penetra ni la célula ni la cápsula

### Tinción de flagelos
Los flagelos para que sean visibles en un microscopio es necesario aumentar su grosor con mordientes tales como: ácido tánico, alumbre de potasio, pararosanilina o fucsian.. 